# Alexis Thérèse Petit
Pour les articles homonymes, voir Petit.
Alexis Thérèse Petit, né le 2 octobre 1791 à Vesoul et mort le 21 juin 1820 à Paris, est un physicien français connu pour ses travaux sur la chaleur.

## Biographie
Alexis-Thérèse Petit fut un enfant précoce. Élève de l'école centrale de Besançon, on raconte qu'« à dix ans et demi il avait déjà acquis les connaissances nécessaires pour être admis à l'École polytechnique. » Grâce au mathématicien Jean Nicolas Pierre Hachette, il poursuit ses études à Paris, à l'École des sciences et belles-lettres. En 1807, à seize ans, âge minimal, il se présente aux examens d'entrée à l'École polytechnique, où il est admis le premier de la promotion. Il y fait deux années d'études, après lesquelles ses résultats scolaires exceptionnels le font classer hors ligne par le jury de sortie de l'école. Il y est alors nommé répétiteur d'analyse (1809), puis répétiteur de physique (1810) auprès de Jean Henri Hassenfratz, et en même temps professeur de physique au lycée Bonaparte, où il est suppléé par Claude Pouillet à partir de 1817. En 1811, il devient un des tout premiers docteurs ès sciences devant la faculté des sciences de Paris. Après la démission d'Hassenfratz en 1814, il est chargé du cours comme professeur adjoint (Charles Lehot le remplace comme répétiteur), il a alors 23 ans, puis comme professeur titulaire (1815), fonction qu'il occupera jusqu'à sa mort due à la tuberculose, survenue peu après celle de sa femme. Il devint membre de la Société philomathique de Paris en février 1818.
Il est connu pour avoir proposé en 1819, avec Pierre Louis Dulong, une théorie permettant d'expliquer la valeur de la chaleur massique des métaux connue sous le nom de loi de Dulong et Petit.
C'était le beau-frère de François Arago (leurs femmes étaient sœurs).
Une rue de Vesoul (Haute-Saône), sa ville natale, porte le nom de rue Petit.